# 虫纹麻蜥
虫纹麻蜥（学名：Eremias vermiculata）为蜥蜴科麻蜥属的爬行动物。分布于蒙古以及中国大陆的内蒙古、新疆、甘肃、青海、宁夏等地，常栖息于荒漠琐琐林中的固定沙丘上、或居住在戈壁滩的乱石下以及有时在开垦地附近的灌丛内。

## 亚种
- 捷蜥蜴乌拉尔亚种（学名：Lacerta agilis exigua），Eichwald于1831年命名。分布于乌克兰第聂伯河以东地区以及中国大陆的新疆等地，多生活于主要活动于干燥而多阳光的草原、森林、果园、灌丛谷地等处。其生存的海拔上限为2100米。[2]

## 保护
本种于2023年被收录入《有重要生态、科学、社会价值的陆生野生动物名录》。